# Expédition Coppermine

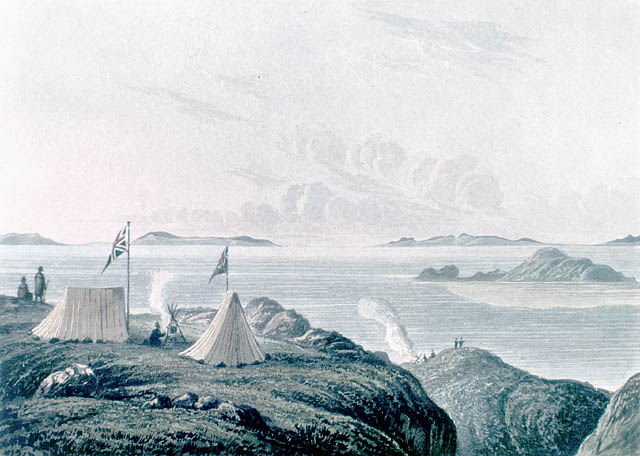
Le camp à l'embouchure de la rivière Coppermine.

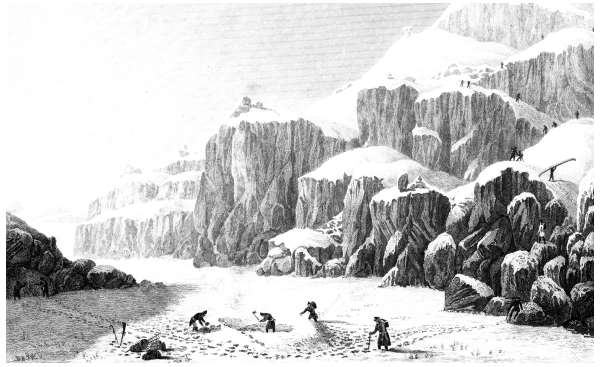
Préparation d'un autre camp de base.

L’expédition Coppermine est une expédition commandée par le britannique John Franklin entre 1819 et 1822. Le but était d'explorer la côte Nord du Canada via l'embouchure de la rivière Coppermine, et de cartographier le Passage du Nord-Ouest.
John Franklin a sous ses ordres George Back  et John Richardson qui deviendront à leur tour des explorateurs polaires connus.